# Bristol (Floride)
Pour les articles homonymes, voir Bristol.
La ville de Bristol est le siège du comté de Liberty, dans la région de Big Bend, État de Floride, aux États-Unis. Elle comptait 845 habitants lors du recensement de 2000, population estimée à 910 habitants en 2005.

## Démographie
| 1960 | 1970 | 1980  | 1990 | 2000 | 2010 |
| ---- | ---- | ----- | ---- | ---- | ---- |
| 614  | 626  | 1 044 | 937  | 845  | 996  |